# Zuzana Vačková
Zuzana Vačková (n. 12 februarie 1969, Nitra, Republica Socialistă Cehoslovacia, Regatul Ungariei) este o actriță slovacă.

## Biografie
Zuzana Vačková s-a născut în Nitra, un oraș istoric din vestul Slovaciei. La scurt timp după naștere, familia ei s-a mutat la Prievidza. Ulterior, s-au mai mutat o dată, de data aceasta la Bratislava.

## Carieră
Vačková a declarat că actoria i s-a întâmplat din întâmplare. În loc să se înscrie la un curs de limba slovacă, așa cum plănuia, a ajuns să urmeze cursuri de teatru. La scurt timp după ce a început să frecventeze cursul, a fost vizitată de Štefan Uher, un cunoscut regizor slovac, care căuta o tânără actriță pentru a juca un rol în noul său film Kosenie Jastrabej lúky (1981). Vačková a câștigat audiția, obținând astfel primul ei rol de actriță, într-un film asociat cu Noul Val Cehoslovac. Performanța i-a deschis multe oportunități noi, atât în film, cât și în televiziune. Câteva luni mai târziu, a jucat în primul ei film de televiziune, Pulzovanie nášho vesmíru, difuzat în 1982.
În timp ce era deja activă în filme, Vačková a reușit, de asemenea, să termine școala secundară și a fost acceptată la Academia de Arte Dramatice din Bratislava (VŠMU) în 1987. Pe lângă activitatea sa în film și televiziune, Vačková a jucat și în teatru și a început să atragă atenția criticilor.
Între 2009 și 2014, a avut un rol regulat în serialul de televiziune Panelák. În 2016, a participat la reality show-ul de televiziune Tvoja tvár znie povedome (bazat pe Your Face Sounds Familiar), unde a câștigat un episod cu piesa "The Shoop Shoop Song" a lui Cher.

## Viață personală
Vačková a absolvit Academia în 1991 și s-a căsătorit cu colegul ei de clasă Rastislav Rogel în același an. Un an mai târziu, ea a dat naștere primului ei copil, Jakub. Cuplul s-a despărțit după șase ani.

## Filmografie selectivă
- Kosenie Jastrabej lúky - Anička (1981)
- Pulzovanie nášho vesmíru - Zdena (1982)
- Kohút nezaspieva - Fanka (1986)
- Šiesta veta - Olga (1986)
- Sedmé nebe - Slávka (1987)
- Panelák - Alica Rybáriková (2009-2014)
- Tvoja tvár znie povedome - ea însuși (2016)